# مدینگتون، استرالیای غربی
مدینگتون (به انگلیسی: Maddington) یک حومه شهر در استرالیا است که در استرالیای غربی واقع شده‌است.